# Санкт-Петербургское высшее артиллерийское командное училище
Санкт-Петербургское высшее артиллерийское командное училище — высшее военно-учебное заведение, основанное 22 марта 1918 года, осуществляющее подготовку офицерских кадров для артиллерийских частей Вооружённых сил СССР и Российской Федерации.

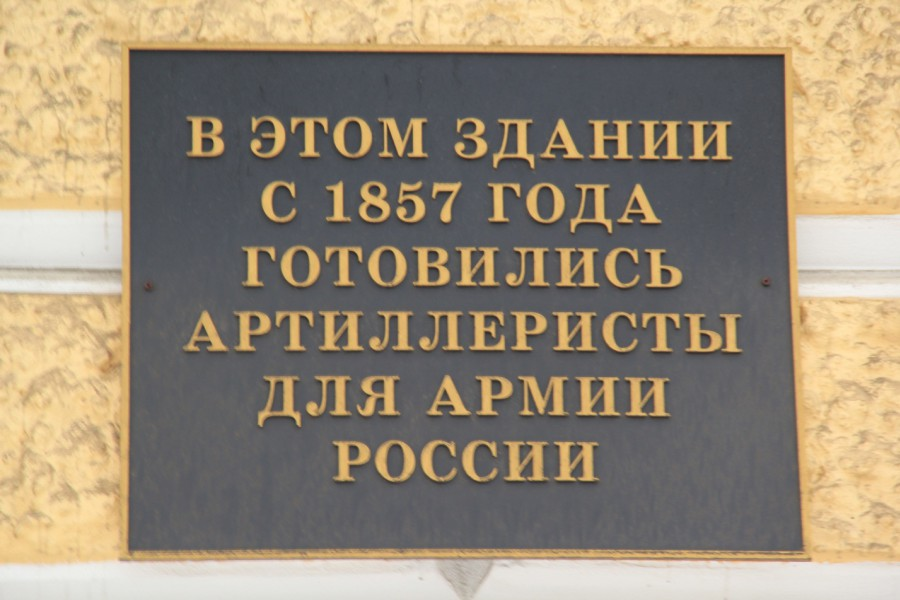
Доска на здании училища

День годового праздника — 22 марта.

## Основная история

### Ранняя история
14 марта 1807 года Высочайшим рескриптом императора Александра I было создано военно-учебное заведение для подготовки офицерских кадров для Русской императорской армии названное Дворянским полком.
17 апреля 1855 года Дворянский полк Высочайшим указом был переименован в Константиновский кадетский корпус. 14 мая 1859 года приказом по военному ведомству № 112 Константиновский кадетский корпус был переименован в Константиновское военное училище с постоянным местом дислокации в городе Санкт-Петербург, Московский проспект, 17 у Обуховского моста. С 1863 года было переименовано во Второе военное Константиновское училище. С 1894 года было преобразовано в Константиновское артиллерийское училище, которое просуществовало до 1917 года и было ликвидировано после Октябрьской революции.

### Советская и постсоветская история
14 февраля 1918 года согласно приказу народного комиссара по военным делам № 130 на базе ликвидированного Константиновского артиллерийского училища были созданы Вторые Петроградские советские артиллерийские курсы РККА, для подготовки командно-начальствующего состава Рабоче-Крестьянской Красной армии со сроком обучения восемь месяцев. В сентябре того же года состоялся первый выпуск командно-начальствующего состава в количестве семидесяти восьми человек, среди командиров первого выпуска были М. В. Захаров, Н. Н. Воронов, Н. Д. Яковлев и В. И. Казаков. 
12 октября 1920 года Приказом РВСР № 2116  Вторые Петроградские советские артиллерийские курсы РККА были переименованы в Первую Петроградскую артиллерийскую школу командного состава РККА. 31 декабря 1923 года Приказом РВСР № 2811 Первой Петроградской артиллерийской школе было присвоено почётное наименование — «Красный Октябрь».	
16 марта 1937 года Приказом народного комиссара обороны СССР № 38 Первая Петроградская артиллерийская школа была переименована в Первое Ленинградское артиллерийское училище имени Красного Октября, со сроком обучения два года, которое возглавил В. Н. Матвеев.
27 марта 1938 года «за боевые заслуги в годы гражданской войны и успехи в подготовке командиров-артиллеристов» Указом Президиума Верховного Совета СССР училище было удостоено ордена Красного Знамени.
В начальный период Великой Отечественной войны 9 августа 1941 года курсантский руководящий и преподавательский состав училища был эвакуирован из осаждённого Ленинграда в город Энгельс.
22 марта 1943 года Указом Президиума Верховного Совета СССР «за большой вклад  в подготовку офицерских кадров в период войны»  училище было награждено орденом Ленина.
31 января 1968 года приказом министра обороны СССР маршала А. А. Гречко Ленинградское военное училище было переквалифицировано в высшее военное училище со сроком обучения четыре года.
Среди выпускников военного училища было пятьдесят военнослужащих в звании Герой Советского Союза, четверо имели звание Герой Социалистического Труда, четверо имели звание — лауреата Государственной премии СССР, среди преподавателей училища было сто кандидатов и около двадцати одного доктора наук. 
23 апреля 1993 года Постановлением Правительства Российской Федерации № 695-р и приказом министра обороны России № 260 от 17 мая 1993 года на базе Ленинградского высшего ордена Ленина Краснознамённого артиллерийского командного училища имени Красного Октября был создан Санкт-Петербургский кадетский ракетно-артиллерийский корпус/
С 9 ноября 2017 года в здании располагается Санкт-Петербургское суворовское военное училище.

## Награды
Основной источник:
- 27 марта 1938 года — в ознаменование 20-й годовщины 2 Ленинградского артиллерийского училища, за боевые заслуги в годы гражданской войны и успехи в подготовке кадров командиров-артиллеристов.
- 22 марта 1943 года — в ознаменование 25-й годовщины 2 Ленинградского Краснознамённого артиллерийского училища за выдающиеся успехи в подготовке кадров командиров артиллерии и боевые заслуги перед Родиной.

## Известные выпускники и преподаватели
Основной источник:
- Захаров, Матвей Васильевич
- Говоров, Леонид Александрович
- Воронов, Николай Николаевич
- Казаков, Василий Иванович
- Яковлев, Николай Дмитриевич
- Михалкин, Владимир Михайлович